# Armatosterna castelnaudii
Armatosterna castelnaudii är en skalbaggsart. Armatosterna castelnaudii ingår i släktet Armatosterna och familjen långhorningar.

## Underarter
Arten delas in i följande underarter:
- A. c. castelnaudii
- A. c. crassicornis